# Janusz Stępkowski
Janusz Stępkowski (ur. 11 lipca 1924 w Częstochowie, zm. 13 marca 2018 w Warszawie) – warszawski architekt, urbanista, konserwator zabytków. Doktor inżynier architekt. Żołnierz Armii Krajowej. Działacz kombatancki, pułkownik.

## Życiorys
W czasie II wojny światowej był instruktorem Szarych Szeregów i żołnierzem Armii Krajowej (pseud. Czarny): w latach 1941–1945 walczył w oddziale dywersyjnym w Częstochowie w randze podporucznika.
Po wojnie ukończył studia na Wydziale Architektury Politechniki Warszawskiej w 1949 roku, obronił doktorat w 1982 roku.
W latach 1951–1955 był kierownikiem pracowni architektonicznej „Muranów” w Warszawie. Równocześnie pracował na Politechnice Warszawskiej (gdzie był starszym asystentem w Katedrze Projektowania na Wydziale Architektury w latach 1951-1961) i w Przedsiębiorstwie Państwowym „Pracownie Sztuk Plastycznych” (PP PSP, gdzie był projektantem w latach 1953–1973).
W latach 1960–1968 był zastępcą głównego architekta województwa warszawskiego, a w latach 1973–1978 – zastępcą dyrektora naczelnego Przedsiębiorstwa Państwowego „Pracownie Konserwacji Zabytków” (PP PKZ), następnie – w latach 1978–1990 – był dyrektorem Zespołu Ekspertów Międzyresortowej Komisji ds. Rewaloryzacji Miast i Zespołów Staromiejskich.
W 1980 został wykładowcą na studium podyplomowym Wydziału Architektury Politechniki Warszawskiej, a w 1984 również na Politechnice Krakowskiej.
Został pochowany na Cmentarzu Powązkowskim w Warszawie.

## Ważniejsze prace i opracowania
- Analizy:

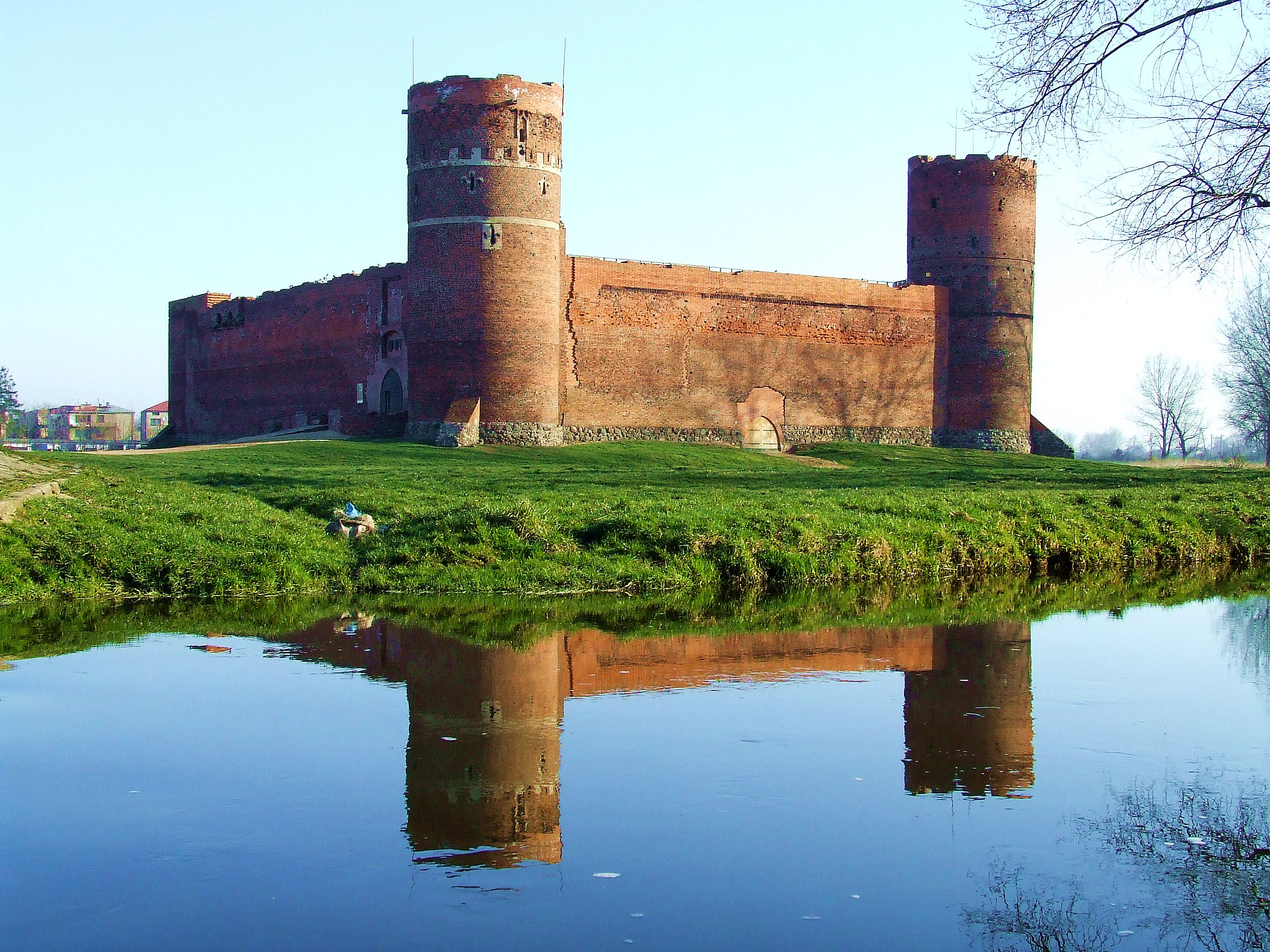
Zamek w Ciechanowie, widziany od strony rzeki Łydyni

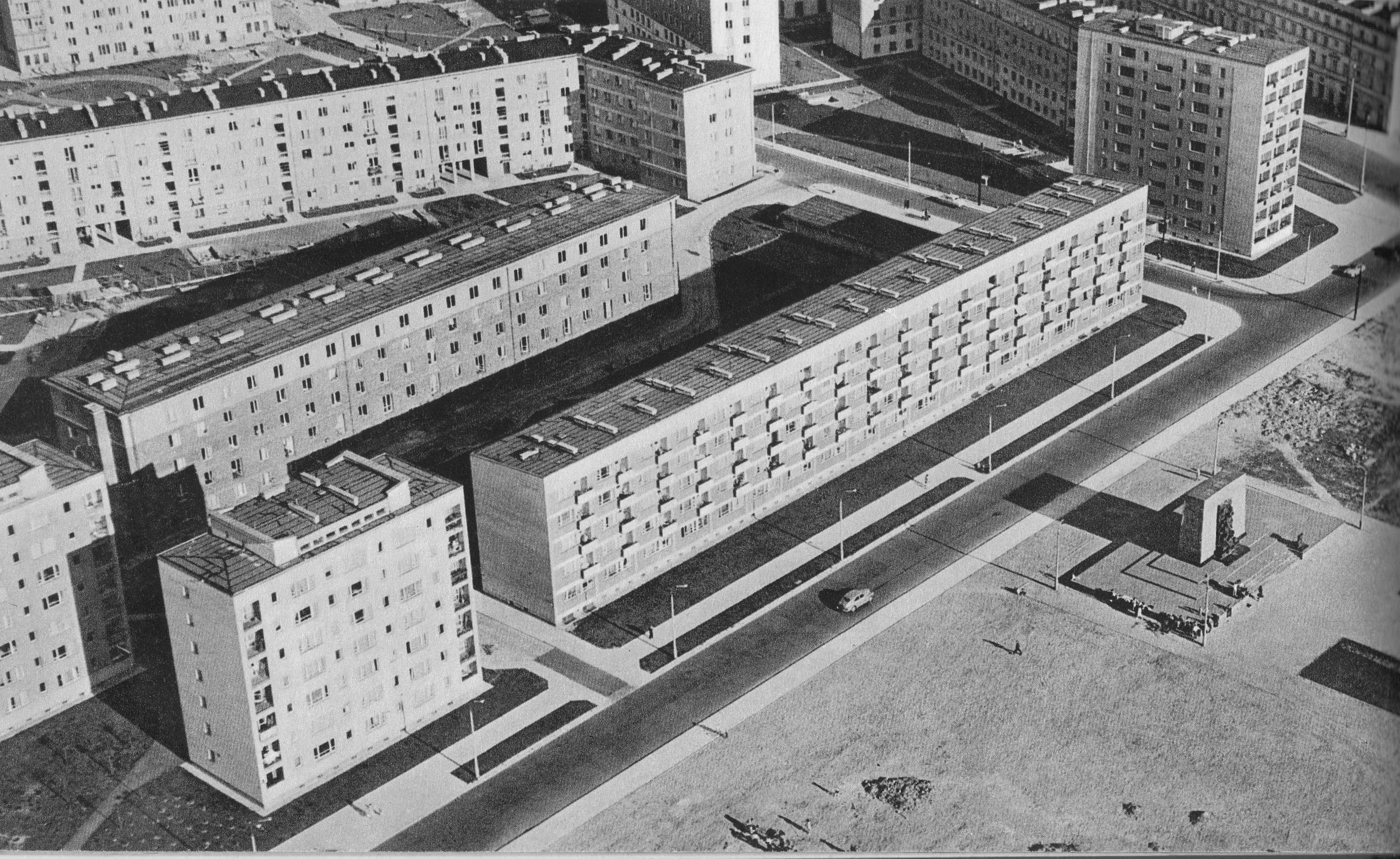
Osiedle Muranów, lata 60.

  - metody rewaloryzacji zespołów staromiejskich w planach przestrzennych (1979–1980, udział)
  - analizy wartości kulturowych miast polskich dla potrzeb planowania regionalnego i krajowego (1985, udział)
  - wyznaczenie strefy ekspozycji sanktuarium na Jasnej Górze w planie zagospodarowania przestrzennego (1996)
  - wytyczne konserwatorskie w skali urbanistycznej i architektonicznej dla zespołu staromiejskiego Kutna w warunkach gospodarki rynkowej (1997)
  - program rewitalizacji i renowacji zespołu zamkowego w Ciechanowie (2005).
- Projekty i realizacje:
  - koncepcja budowy warszawskiej dzielnicy Muranów (współautor, pod kierunkiem Bohdana Lacherta, 1948–1955)
  - ośrodek wypoczynkowy Komisji Planowania przy Radzie Ministrów nad Zalewem Zegrzyńskim (1964)
  - 10 kościołów w diecezji warszawskiej (w latach 1968–1989, specjalizował się w takim projektowaniu kościołów, aby m.in. nie stanowiły bariery dla niepełnosprawnych), m.in. w:
    - Laskach koło Warszawy
    - Załubicach koło Radzymina
    - Ostrówku koło Tłuszcza
    - Jasienicy koło Tłuszcza
    - Grójcu (1987)
    - kościoła parafii św. Brata Alberta w Warszawie (osiedle Wesoła-Zielona) (1984)

  - zakład dla niewidomych w Żułowie koło Chełma (1982)
  - dom parafialny spokojnej starości w Grójcu (1989)
  - rewaloryzacja klasztoru oo. Paulinów koło Konina (1998)
  - adaptacja zabytkowego pałacu w Gozdowie koło Kalisza na ośrodek szkoleniowo-wypoczynkowy dla niepełnosprawnych (1998).

Stępkowski opublikował ponad 20 prac, głównie na temat problematyki rewaloryzacji zespołów staromiejskich w Polsce i za granicą.
Był rzeczoznawcą Ministerstwa Kultury i Dziedzictwa Narodowego w zakresie urbanistyki ze specjalnością: rewaloryzacja zabytkowych założeń urbanistycznych, zespołów architektonicznych i zabytkowej architektury.

## Członkostwo w organizacjach
- ZHP – członek Komendy Chorągwi Mazowieckiej w latach 1946–1948 i 1956–1959
- Stowarzyszenie Architektów Polskich – przewodniczący Koła przy Oddziale Warszawskim (1984–1990), członek Kolegium Sędziów Konkursowych (od 1986 roku), członek Prezydium (od 1991 roku)
- Towarzystwo Urbanistów Polskich – członek od 1979 roku, przewodniczący Sekcji Ochrony Środowiska Kulturalnego (w latach 1983-1995)
- członek Stowarzyszenia Konserwatorów Zabytków (od 1983 roku)
- członek Międzynarodowej Rady Ochrony Zabytków i Miejsc Historycznych (ICOMOS) – od 1985 roku, a w latach 1989-1995 członek Zarządu Polskiego Komitetu Narodowego.
- członek Głównej Komisji Konserwatorskiej (1984–1998)
- członek Głównej Komisji Urbanistyczno-Architektonicznej (1986–1990)
- członek Komisji Architektoniczno-Artystycznej archidiecezji warszawskiej (od 1984 roku, a przewodniczący od roku 1991, później zastępca przewodniczącego, bpa Mariana Dusia)
- członek Rady Prymasowskiej ds. budowy kościołów Warszawy (od 1991 roku)
- przewodniczący Programu Rządowego Ministerstwa Kulty i Sztuki: Ratowanie Miast Historycznych (1995–1998)
- wiceprezes a później prezes Rady Federacji Stowarzyszeń Weteranów Walk o Niepodległość RP[3][4].

## Ważniejsze ordery, odznaczenia i nagrody
- 1959 – nagroda Komitetu ds. Urbanistyki i Architektury
- 1959, 1979, 1982 – nagrody resortowe II stopnia
- 1956–1961 – siedem nagród i wyróżnień w konkursach SARP
- 1964 – Złoty Krzyż Zasługi
- 1964 – Krzyż Partyzancki
- 1976 – Krzyż Kawalerski Orderu Odrodzenia Polski
- 1994 – srebrny medal Ecclesiae Populoque Servitium Praestanti (Zasłużony w posłudze dla Kościoła i Narodu)
- 1995 – srebrny Krzyż Zasługi z Mieczami
- 1995 – Krzyż Walecznych
- 1996 – Krzyż Armii Krajowej
- 2008 – Krzyż Oficerski Orderu Odrodzenia Polski (za wybitne zasługi dla niepodległości Rzeczypospolitej Polskiej, za działalność na rzecz środowisk kombatanckich)[5]
- 2015 – pamiątkowa szabla oficerska w uznaniu zasług dla Ojczyzny wręczona przez Szefa Urzędu do Spraw Kombatantów i Osób Represjonowanych[4]

W uznaniu zasług dla środowiska kombatanckiego Janusz Stępkowski został w 2008 roku awansowany do stopnia podpułkownika. W dniu 9 maja 2013 roku został awansowany na pułkownika.

## Życie prywatne
Janusz Stępkowski ożenił się z Anną Marią z domu Turczynowicz (1926–2007, również harcerką i drużynową w Szarych Szeregach, dowodzącą plutonem łączności w Wojskowej Służbie Kobiet, działającą w wywiadzie AK i w oddziałach minerskich). Miał troje dzieci: Krystynę (ur. w 1948), Stanisława (ur. w 1950) i Andrzeja (ur. w 1951). Był ojcem chrzestnym Tomasza Chlebowskiego.